# 赤外線カメラ

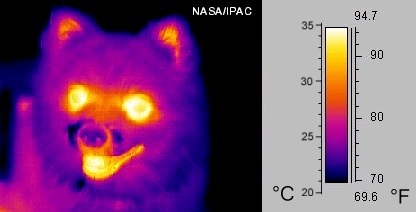
子犬の熱分布画像

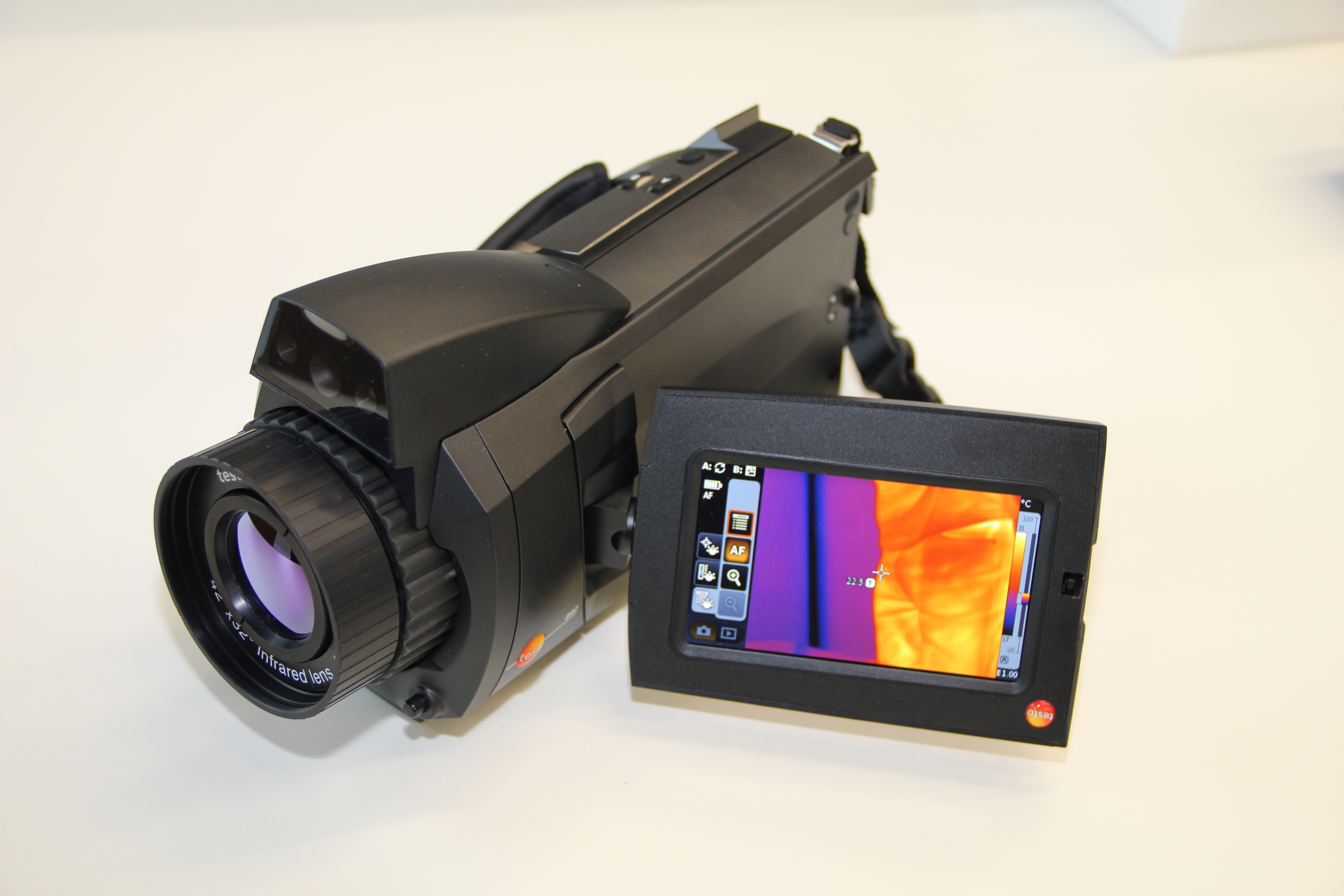
赤外線カメラ

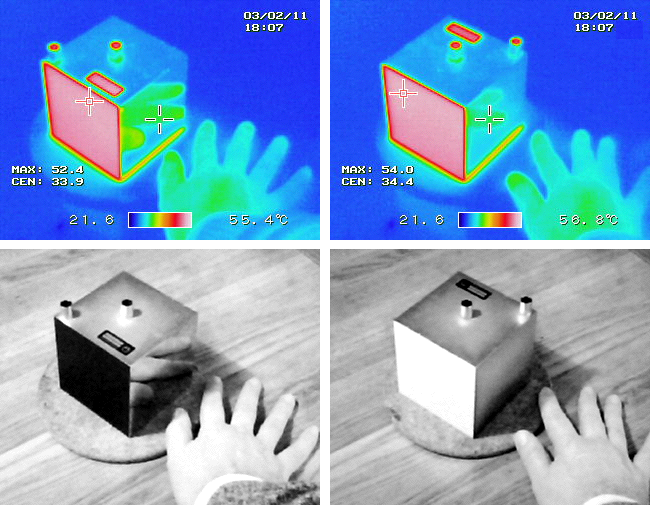
赤外線カメラで撮影された熱分布画像

赤外線カメラは、物体から放射される赤外線を可視化するためのカメラ。

## 概要
赤外線は絶対零度（マイナス273.15℃）以上のすべての物質から放射されていて絶対温度の4乗に比例して赤外線放射量が増えるため、対象の温度変化を赤外線量の変化として可視化することができる。また、暗闇でも感光する。赤外線カメラで撮影された画像がサーモグラフィである。

## 構造
量子型
アンチモン化インジウム、テルル化カドミウム水銀、セレン化鉛等の、禁制帯幅の狭い化合物半導体の赤外線撮像素子を使用する。それらはショット雑音の影響を除くために極低温に冷却される。
非冷却型
微細加工技術によって作成されたボロメータ、熱電対、焦電素子等が利用され、画質は量子型に劣るものの冷却が不要なので近年増えつつある。

## 用途

### 医療
医療では体表面の皮膚温度分布を測定し、それを色分布などで画像化して乳癌、手足などの血流の低下などの診断に用いる。
国際空港や公共施設などで、新型インフルエンザなどの伝染性疾患の簡易検査にも用いられている。

### 非破壊検査
外壁タイルの浮きなどの調査用として撮影される。
タイルとモルタルの接着強度の低下により空気層ができる。この空気層が太陽光や外気温により温度が上昇することを利用し、タイルの浮きを判断する。そのほか、同様に温度差を利用して、外壁の中の雨漏りの経路の調査、断熱不良部分の調査、さらに木造建築物の壁の内部に設けられた筋かいの有無の調査にも応用範囲が広がっている。その他にも接触不良による不具合箇所は温度が上昇するので電気設備の劣化調査として撮影される。

### 安全保障
暗視カメラとして警備や軍用に使用される。それらは受動的に撮像できるので探知されにくい。
航空機にIRSTやFLIRとして搭載されているほか、軍用車両や、さらには個人用暗視装置への応用も行われている。